# Anton Burkhart
Anton Burkhart (* 10. Februar 1970; † 10. Oktober 2024) war ein deutscher Laiendarsteller, der in mehreren Inszenierungen Christian Stückls auftrat.

## Leben
Bei den Passionsspielen in Oberammergau 2000 war er – neben Martin Norz – der Darsteller des gekreuzigten Jesus Christus. Bei den Salzburger Festspielen spielte er im Jedermann am Domplatz von 2002 bis 2004 sowie 2007 den Schuldknecht. Von 2002 bis 2005 war er der Bären-Josef in einer Dramatisierung der Geierwally am Münchner Volkstheater. Bei den Passionsspielen 2010 verkörperte er den Kaiphas sowie im Jeremias den König Zedekia. Beim Passionstheater Oberammergau 2013 übernahm er die Rolle des Enobarbus, des Gefolgsmanns des Marcus Antonius, in Antonius und Cleopatra.